# Rue de Bourgogne
Pour le ruisseau, voir Ru de Bourgogne.
La rue de Bourgogne est une voie située dans le quartier des Invalides du 7e arrondissement de Paris. 

## Situation et accès

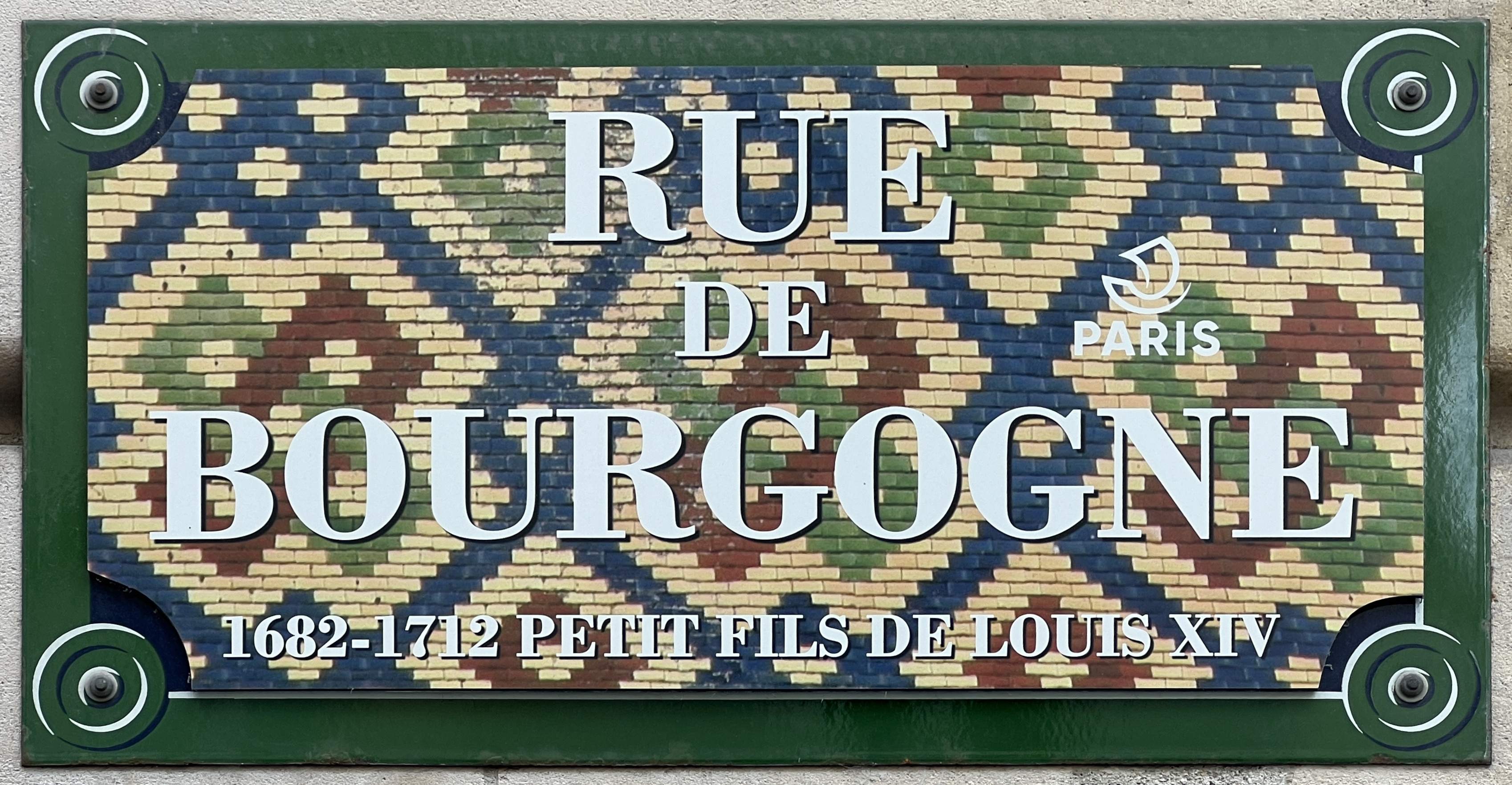
Plaque de rue, non réglementaire.

Longue de 580 mètres, orientée nord-sud, la rue débute au 8, place du Palais-Bourbon et finit au 84, rue de Varenne. Elle est en sens unique dans le sens nord-sud. 
Le quartier est desservi par la ligne 13 à la station Varenne et par la ligne 12 aux stations Assemblée nationale et Solférino.

## Origine du nom

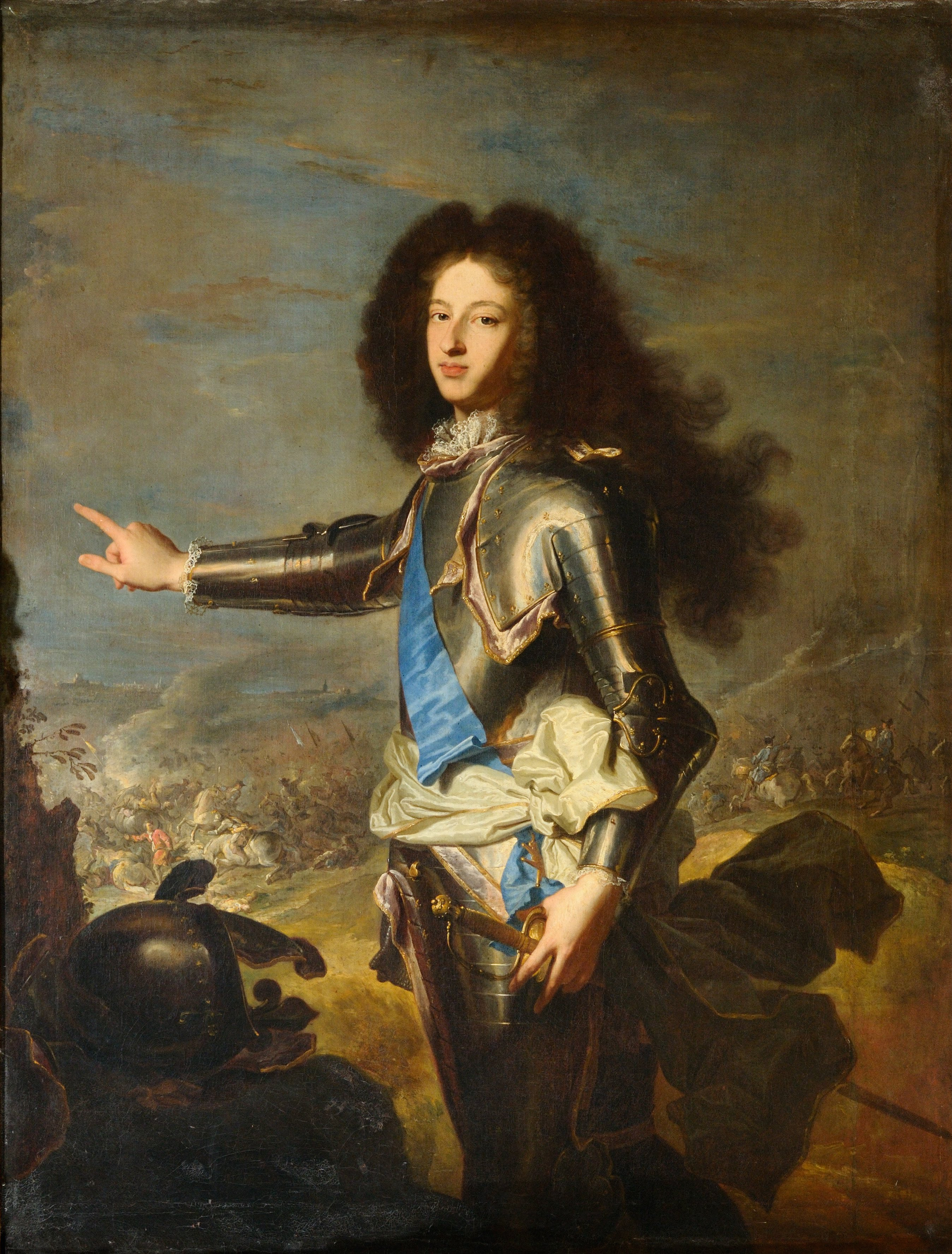
Hyacinthe Rigaud, Louis de France, duc de Bourgogne (1682-1712), château de Versailles.

Elle porte le nom du duc de Bourgogne, Louis de France, petit-fils de Louis XIV.

## Historique
C'est par un arrêt du Conseil royal du 23 août 1707 que Louis XIV ordonne l'ouverture de la rue de Bourgogne, ainsi nommée en l'honneur du duc de Bourgogne, fils du Dauphin, entre la rue de Varenne et le quai de la Grenouillère, bientôt quai d'Orsay, sur des terrains provenant en partie de la communauté des filles de Saint-Joseph, mais principalement du Pré-aux-Clercs.
Sous la Régence, on songe à prolonger la rue de Bourgogne jusqu'à la rue Plumet, aujourd'hui rue Oudinot mais le projet en est abandonné en 1723 après commencement d'exécution.
Pendant longtemps, la rue de Bourgogne reste très peu construite : en réalité, elle est surtout bordée, du moins dans sa partie qui va du palais Bourbon à la rue de Grenelle, de bâtiments de communs appartenant aux hôtels des rues perpendiculaires : l'hôtel de Broglie (35, rue Saint-Dominique) au niveau des actuels nos 9 à 13 (anciennement no 21) ; l'hôtel de Périgord (rue Saint-Dominique) en face (nos 24 et 26), etc.
Louis V Joseph de Bourbon-Condé, prince de Condé, est autorisé, en 1776, à changer quelque peu la direction de la rue entre les rues de l'Université et Saint-Dominique, pour former devant le palais Bourbon une place demi-circulaire. L'opération vise à dégager les abords du palais, récemment modernisé, et aurait également permis au prince de réaliser une spéculation immobilière fructueuse du type de celle du duc d'Orléans au Palais-Royal. Un projet est donné en 1776 par l'architecte du prince, Claude Billard de Bélisard, puis remanié en 1782 par son successeur Jean-François Leroy, et enfin par Antoine-Charles Aubert qui supprime les deux portions circulaires que Leroy avait maintenues et donne à la place son actuelle forme carrée.
Des maisons récemment bâties par Jacques Gillet de La Fontaine sont rasées pour céder la place aux nouvelles maisons qui forment le début de la rue de Bourgogne et dont le dessin est conforme à l'élévation de 1776. Toutefois, les constructions régulières de l'actuelle place du Palais-Bourbon ne sont édifiées que sous le règne de Louis XVIII.
Une décision ministérielle du 2 thermidor an V signée Pierre Bénézech fixa la largeur minimale de la rue de Bourgogne à 10 mètres. Une ordonnance royale du 7 mars 1827 porta à 12 mètres la largeur de la partie comprise entre le quai et la place.
Le 29 nivôse an VI, un arrêté du Conseil des Cinq-Cents avait dénommé cette voie « rue du Conseil des Cinq-Cents ».

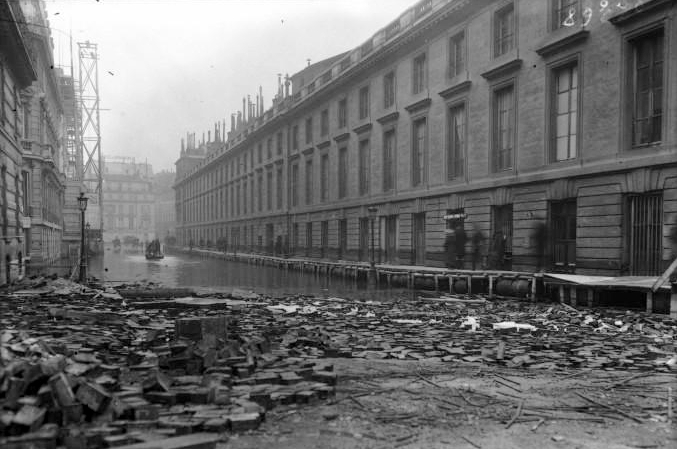
La rue de Bourgogne lors de la crue de la Seine de 1910.

En 1910, lors de la crue de la Seine, la partie nord de la rue est recouverte de plus d’un mètre d’eau. « Les conduites de gaz sont coupées et, à six heures, l’obscurité est complète. De loin en loin, on aperçoit la lueur d’une lanterne : c’est celle d’un bateau qui circule de maison en maison pour ravitailler les habitants ou les conduire à leur domicile ».
Le 11 avril 1918, durant la Première Guerre mondiale, un obus tombe sur le no 48 de la rue.
Dans les années 1920-1925, selon un observateur y résidant lui-même, « la rue de Bourgogne fourmillait d’intellectuels et d’hommes politiques ».
La partie comprise entre le boulevard Saint-Germain et la rue de l'Université a été dénommée « rue Aristide-Briand » en 1963.

## Bâtiments remarquables et lieux de mémoire
- No 2 : selon l’historien G. Lenotre, le premier immeuble « à l’angle pair de la rue de Bourgogne et de la place du Palais-Bourbon » fut construit par l’entrepreneur révolutionnaire Pierre-François Palloy, sur un terrain qui lui appartenait, avec les pierres de la Bastille dont il faisait commerce du démantèlement[8],[9].
- Nos 3, 5, 7 : bâtiments  Inscrit MH (2014)[10].

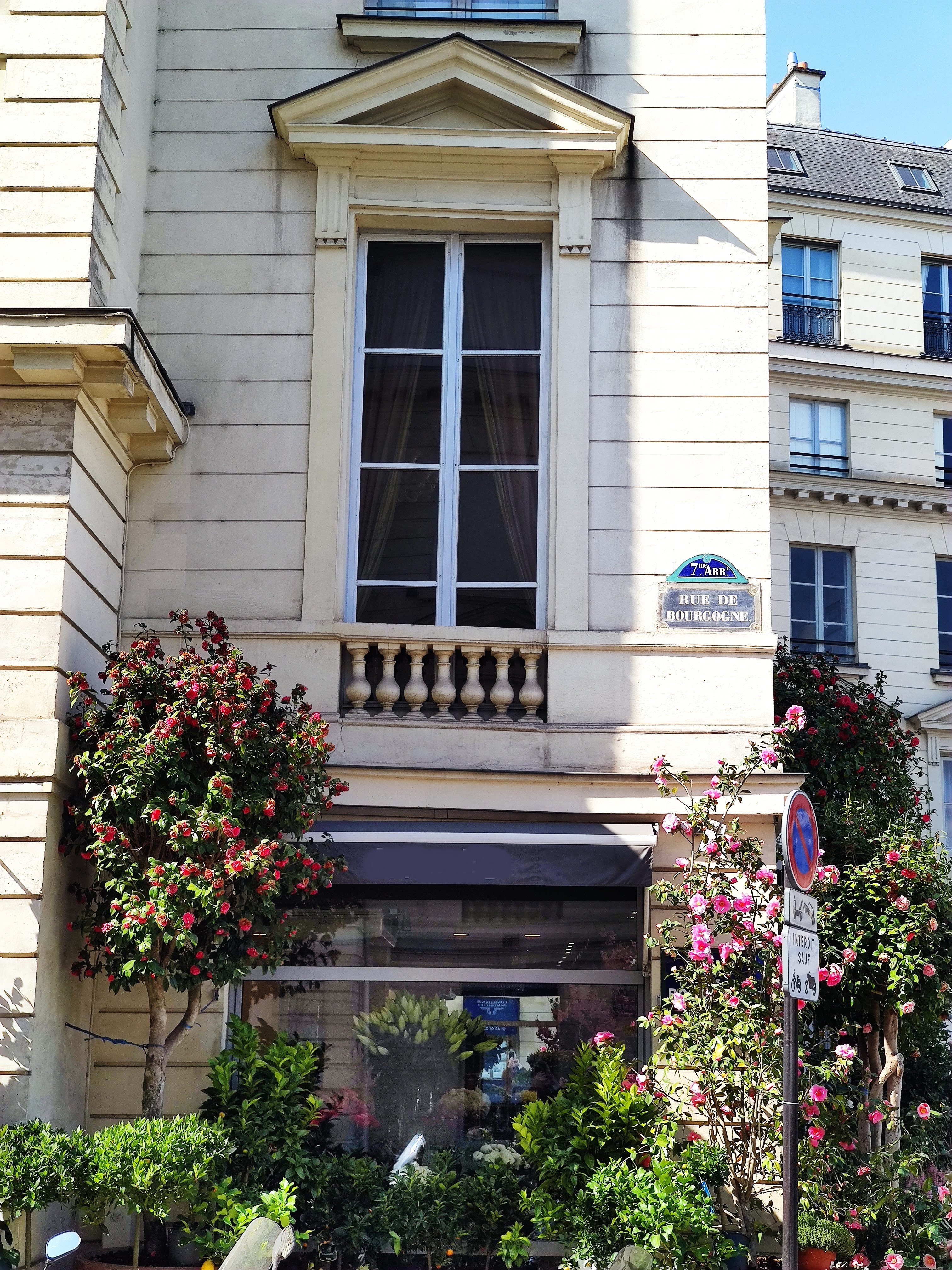
Plaque au début de la rue.
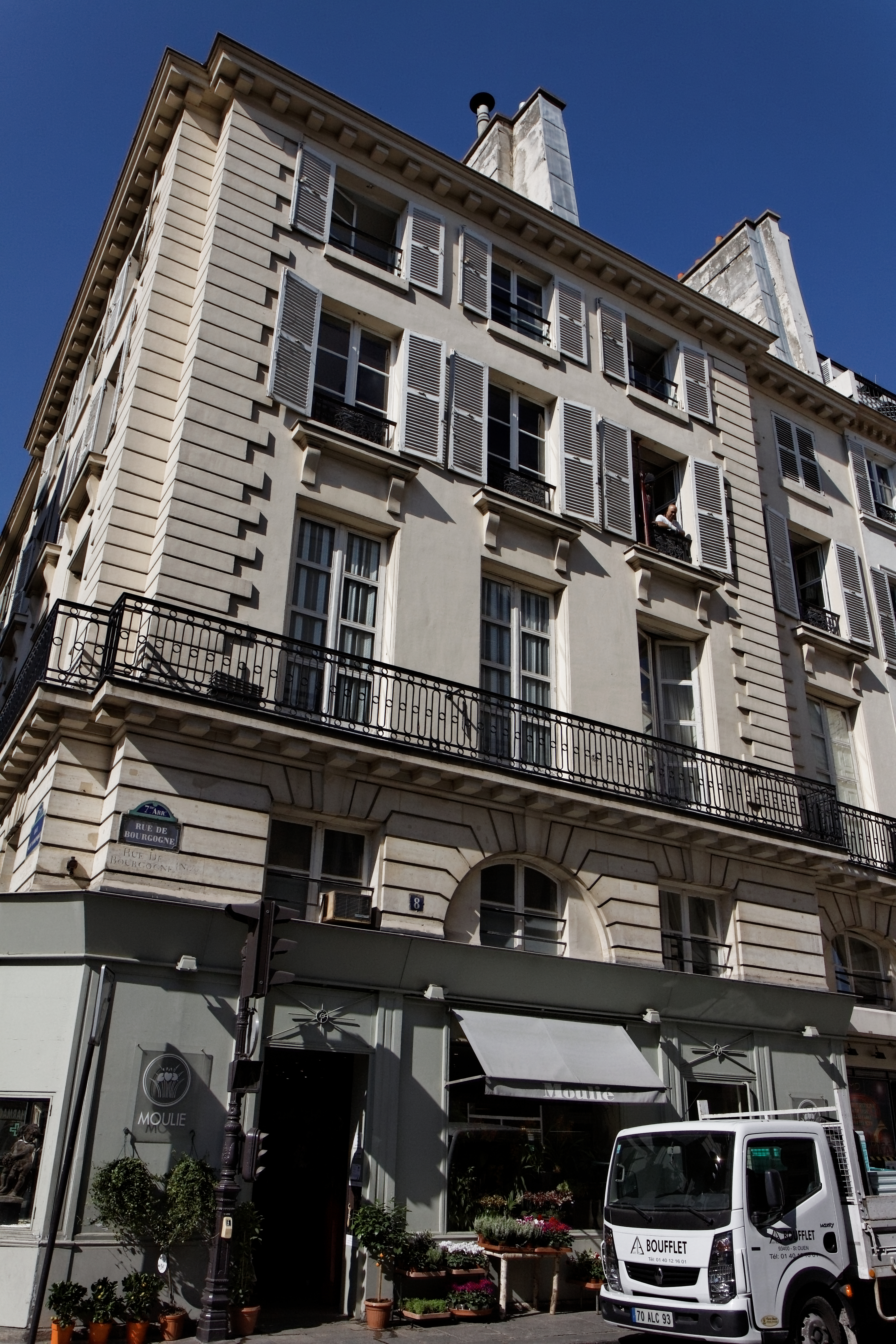
No 8.
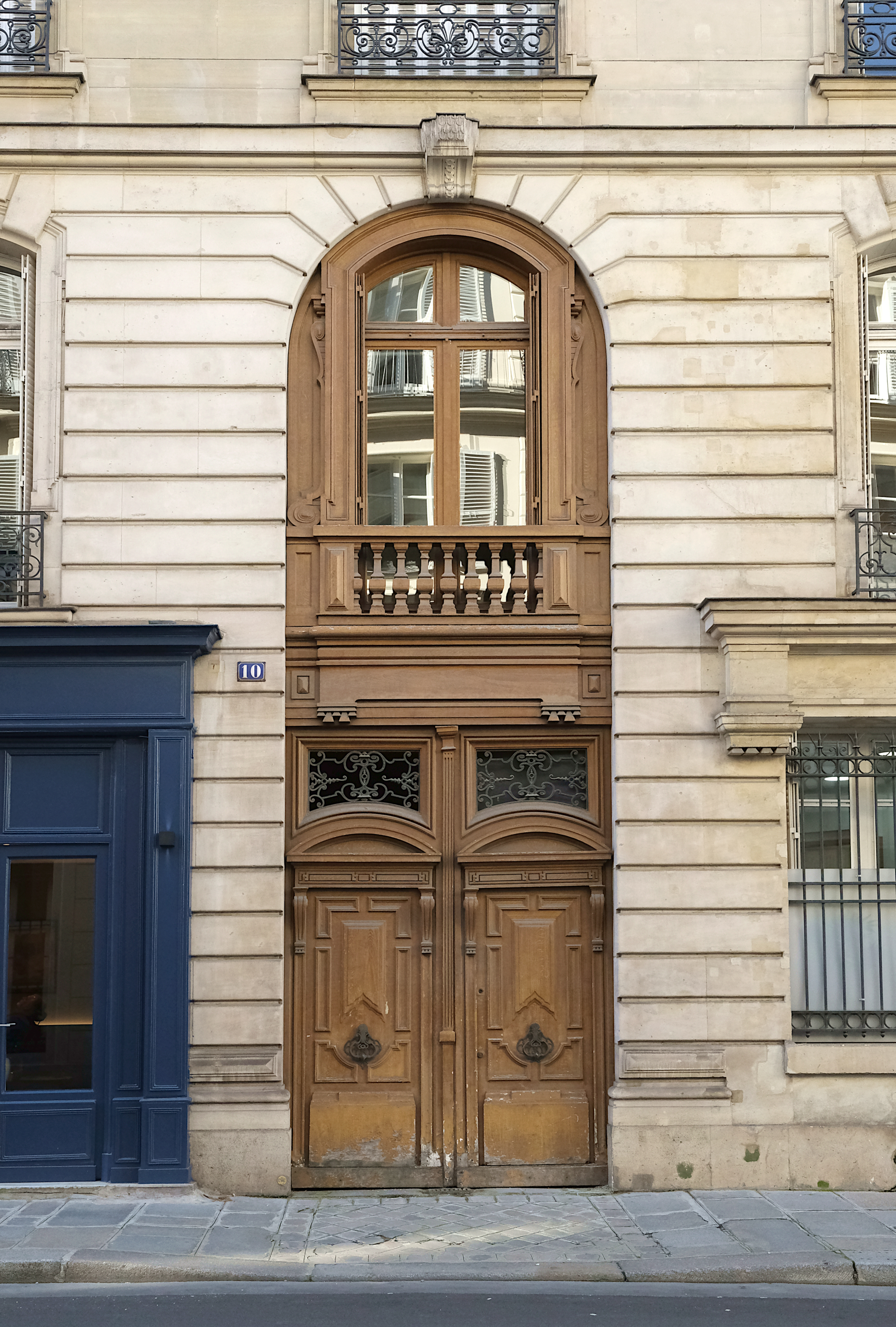
No 10 : porte monumentale.

- No 18 :
  - l'acteur Philippe Noiret y habita[11],[12] ;
  - le haut fonctionnaire Jacques Treffel y vécut de 1970 à 2008, comme le signale une plaque en façade.
- No 29 : l’homme politique Gaston Bergery (1892-1974) a habité à cette adresse, dans un immeuble « qu’il quittait dans les vrombissements assourdissants de sa Bugatti grand-sport ayant à ses côtés l’élégante fille de Krassine, sa femme »[7]. En 1936, l’architecte Charles Abella (1879-1961) y habite également  [13].
- No 30 : dans les années 1930, l’homme politique et écrivain monarchiste Charles Maurras (1868-1952) habite à cette adresse[14],[15] dans un tout petit appartement constitué d’une « enfilade d’étagères étroites, bourrées de livres du sol au plafond, sans que l’air y pénètre jamais »[7].

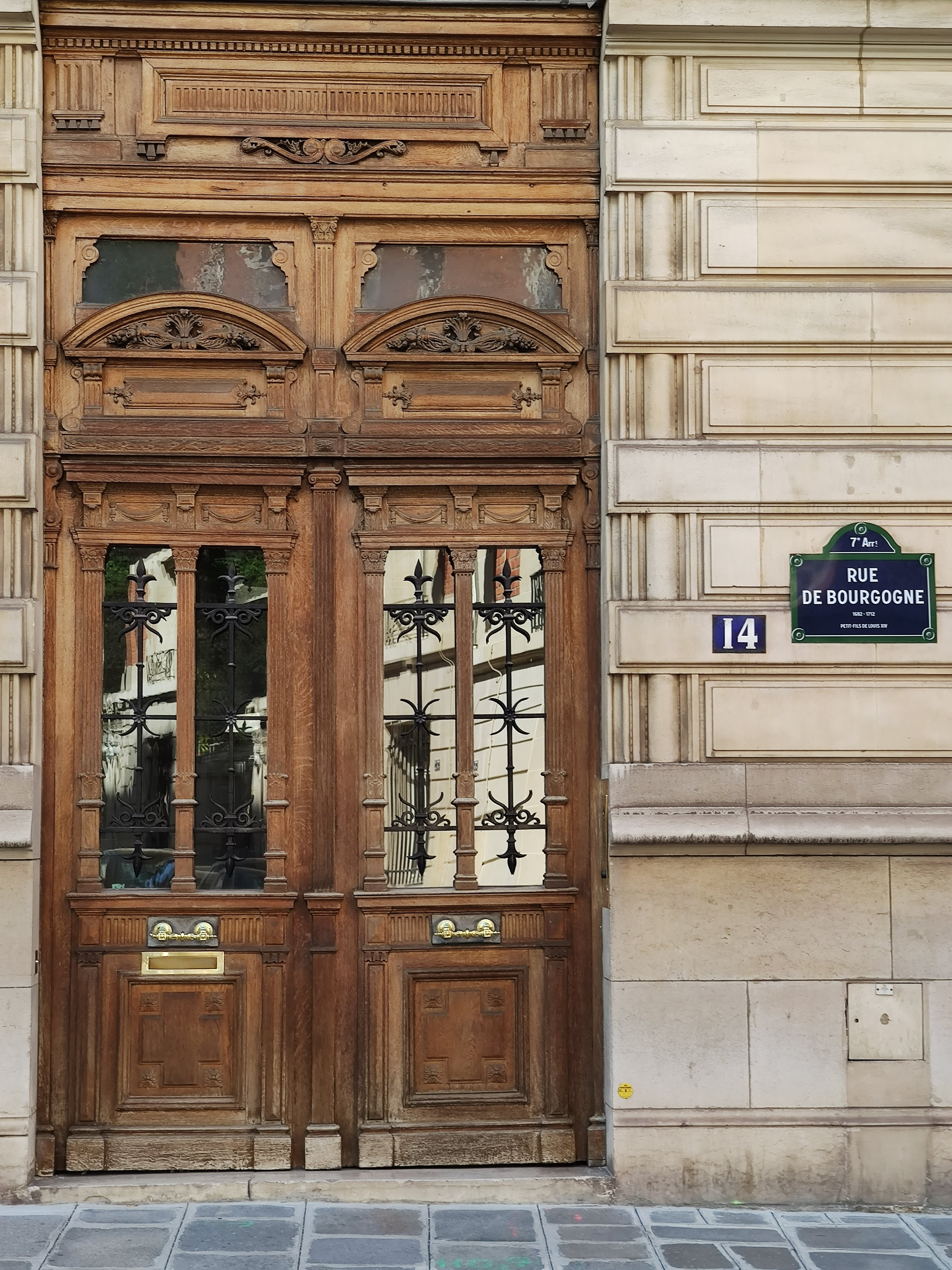
No 14 : porte.
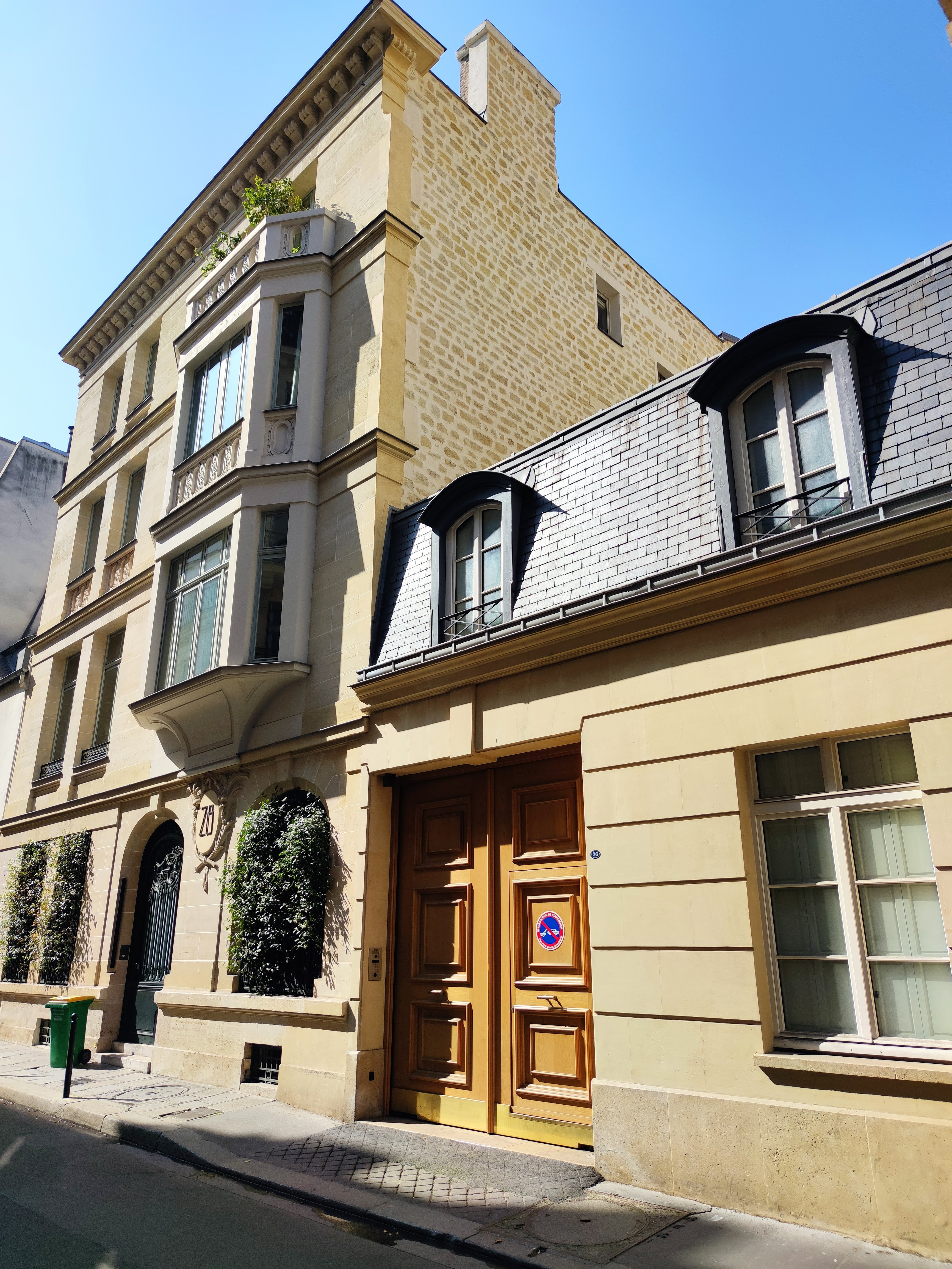
No 28.
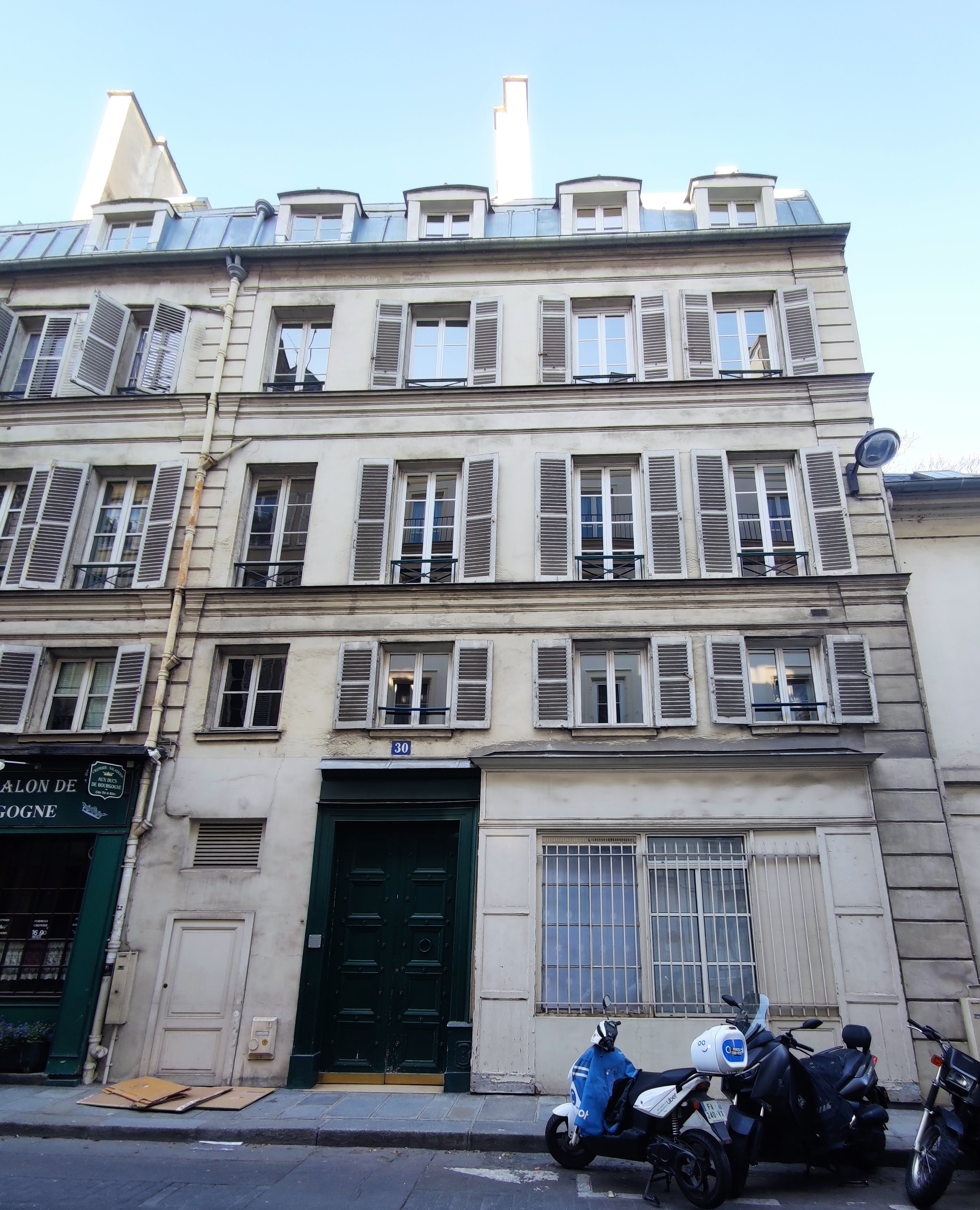
No 30.

- No 46 : hôtel d'Anlezy. Hôtel de rapport édifié en 1771 par Guillaume Trepsat pour un entrepreneur de bâtiments, Jean-Mathias Pasquier. Il est revendu en 1775 au comte d'Anlezy (d'une branche de la famille de Damas) qui lui a donné son nom. Saisi sous la Révolution française, il est vendu par l'administration centrale du département de la Seine le 17 pluviôse an VII, au profit des trois frères Trabuchy et de l'ex-conventionnel Nicolas-Marie Quinette, qui le revend le 16 avril 1808 au général comte Oudinot (1767-1847). L'hôtel passe ensuite à son fils, le général Nicolas Oudinot (1791-1863), 2e duc de Reggio[16]. En 1863, l’hôtel est mis en vente aux enchères, la mise à prix étant fixée à 300 000 francs[17]. On relève dans la presse le nom de certains de ses habitants successifs : la duchesse douairière de Fitz-James[18]  (1853), le comte Philippe Bonnin de la Bonninière[19] (1906), le ministre d’Argentine à Paris Alvarez de Toledo[20] (1924), la marquise de Quinsonas[21] (1932). En 1908, on y trouve, « dans un immeuble qu’ils occupent en entier », le laboratoire central d’État et les services de la répression des fraudes[22].
- No 48 : hôtel de Choiseul-Praslin. Hôtel jumeau du précédent, également édifié en 1771 par l’architecte Guillaume Trepsat pour l’entrepreneur Jean-Mathias Pasquier[23].  Il est revendu en 1774, en cours de construction, à César Gabriel de Choiseul-Praslin (1712-1785), duc de Praslin, ancien ministre de Louis XV, qui lui donne son nom[16]. Divers particuliers et associations s’y sont succédé : le député Ginoux de Fermon[24] (1885), le sénateur Paul Duchesne-Fournet [25] (1905), le cardinal Amette[26] (1906), le vicomte de Pomereu[27] (1925)... En 1895, on y trouve le siège de l’Œuvre pontificale de la propagation de la foi[28] et de l’Œuvre de Marie-Immaculée pour la conversion des femmes païennes[29]. L’hôtel est alors appelé par ses visiteurs la « maison du Bon Dieu »[30]. Pendant la Première Guerre mondiale, le bâtiment est atteint par un obus allemand lors du bombardement du 11 avril 1918[31]. En 1999, l’hôtel est vendu 47 millions de francs (7 millions d'euros) à l'homme d'affaires François Pinault[32]. Deux ans plus tard, il est l’objet d’une restauration « très soignée », comprenant la démolition d’une surélévation malencontreuse effectuée dans les années 1900[33]. La façade sur jardin et la décoration de l’escalier sont protégées. L’édifice est  Inscrit MH (1926)[34].

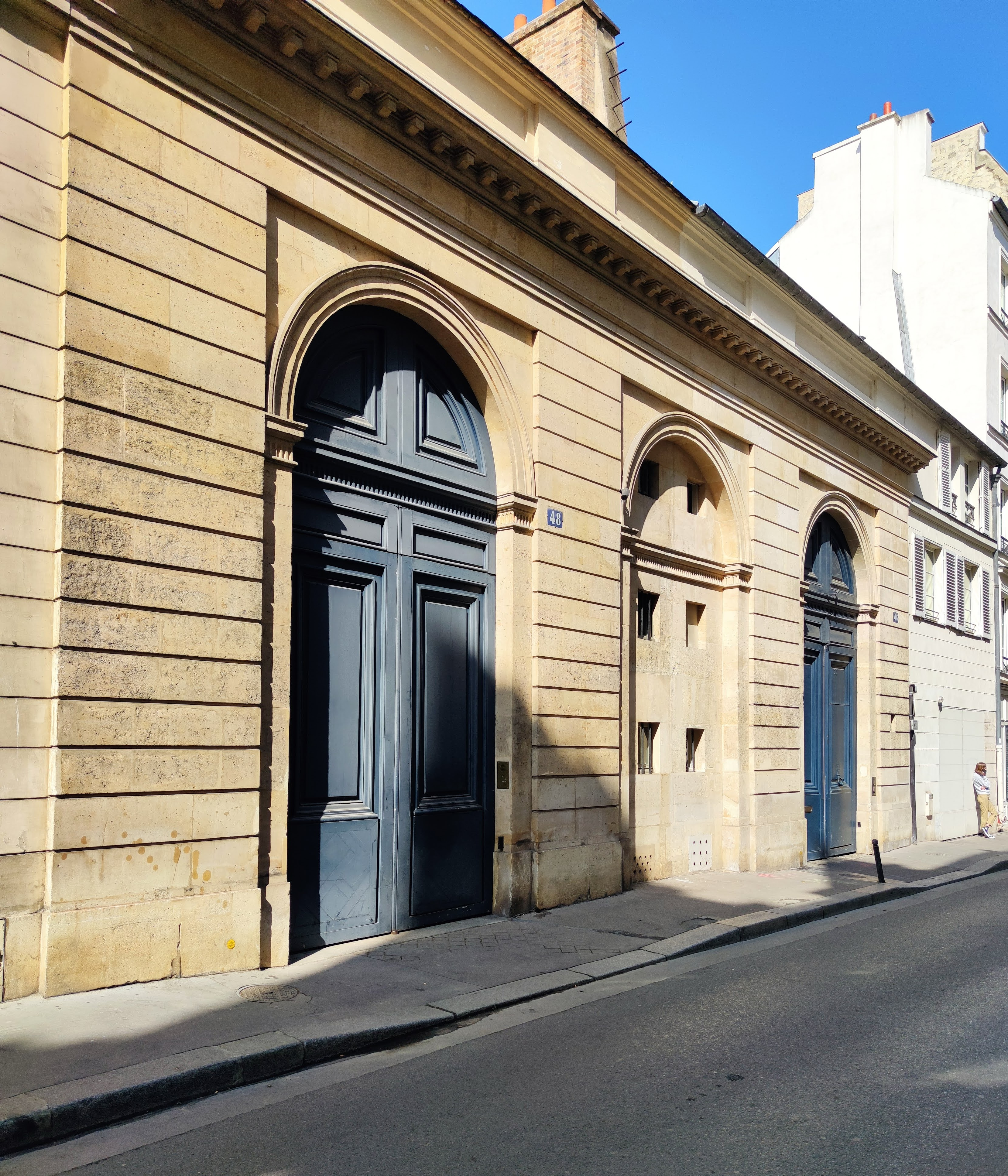
Nos 46-48.
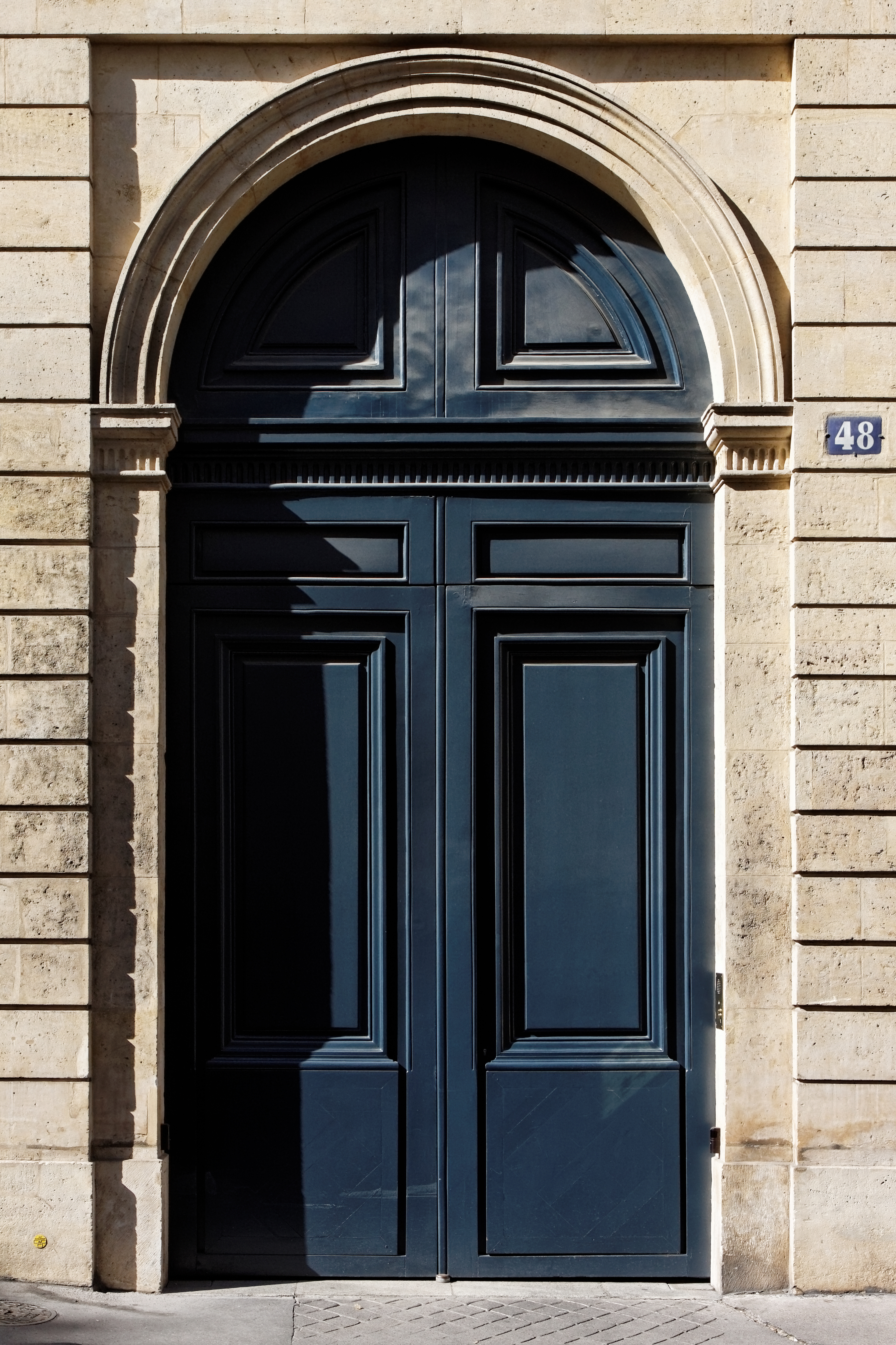
No 48 : porte.

- No 50 : immeuble bâti sous le règne de Louis XVI pour le compte de l'Hôpital-Général. Il a abrité une pension sous la Révolution, avant d'être habité par la duchesse de Damas sous la Restauration et d'être acquis par le comte de Fermon en 1828[35].
- Nos 52-54 : emplacement de deux hôtels bâtis en 1772 par ordre de Jean Joly, secrétaire des commandements du prince de Condé, en même temps qu'on élevait le palais Bourbon. Le no 52 était destiné à son habitation tandis que le no 54, jouxtant les écuries de la reine, était loué à des officiers de la maison de Marie-Antoinette. Les deux immeubles ont ensuite appartenu au diamantaire Georges Halphen, père du compositeur Fernand Halphen, et le no 52 à Mme de Nonjon[35].
- No 54 : l’homme politique Léo Bouyssou (1872-1935), député des Landes, a habité à cette adresse et y est mort[36].
- No 58 : emplacement de la galerie d'art Ror Volmar (active dans les années 1960)[37].
- No 60 (angle de la rue de Varenne) : immeuble élevé à l'emplacement de l'hôtel garni de Thionville, antérieurement de la Providence[35].